# Північне сяйво (роман)
«Північне сяйво» (англ. Northern Lights) — фантастичний роман Філіпа Пулмана, перша частина фантастичної трилогії «Темні матерії». Вийшла у 1995 році.

## Сюжет
Дія роману відбувається у вигаданому паралельному світі, де переплетені наука і магія і де, крім людей, мешкають фантастичні персонажі.
Дівчинка Ліра Белаква живе в Оксфорді при одному з коледжів, товаришує з дітьми слуг із коледжу і «воює» з дітьми з міста. Її дядько — могутній лорд Ізраель — здійснює часті експедиції на Північ. Під час чергової експедиції ректор коледжу віддає Ліру на виховання пані Кольтер, яка відвозить дівчинку до Лондона. Коли Ліра розуміє, що пані Кольтер не та, за кого себе видає, Ліра тікає від неї. Вона потрапляє до бродячих циган. Далі її шлях лежить на Північ, куди цигани відправляють загін з метою врятувати дітей, викрадених з усієї Англії страшними «гоблінами». Там Ліра знайомиться з відьмами, ведмедями в обладунках і дізнається про плани лорда Ізраеля.

## Екранізація
У 2007 році вийшла екранізація роману під назвою «Золотий компас». Фільм був нещадно розкритикований критиками та прихильниками книжок, тож наступні два томи так і не було адаптовано у фільмовій формі.
У 2019 році стартував перший сезон серіалу Темні матерії, який, за задумом, стане екранізацією усієї трилогії.

## Переклади українською
- Філіп Пуллман. Північне сяйво. Переклад з англійської: Наталя Рябова. Харків: КСД, 2004. 399 стор. ISBN 966-8511-06-9
- Філіп Пулман. Північне сяйво. Переклад з англійської: Микола Байдюк. Київ: Nebo BookLab Publishing. 2019. 416 стор. ISBN 978-617-7537-81-5[1]

Видання у КСД пережило чотири передруки: у 2005, 2006, 2007 і 2008 роках.